# Irish Academic Press
La Irish Academic Press (litt. Presse académique irlandaise) est une maison d'édition irlandaise indépendante fondée en 1974 et basée à Newbridge, dans le Comté de Kildare. Elle se concentre sur l'histoire, la politique, les arts et la littérature irlandaise.

## Histoire
La Irish Academic Press est fondée en 1974 par Frank Cass (en), un éditeur britannique, et après sa mort en 2007, son fils Stewart en a pris la direction. En 2012, la société est vendue à Conor Graham et le siège social est déménagé à Newbridge.

### Merrion Press
En 2012, à la suite de la nouvelle direction, la société lance la collection Merrion Press, visant à publier des ouvrages sur la fiction et l'histoire pour un public général.